# La Périchole

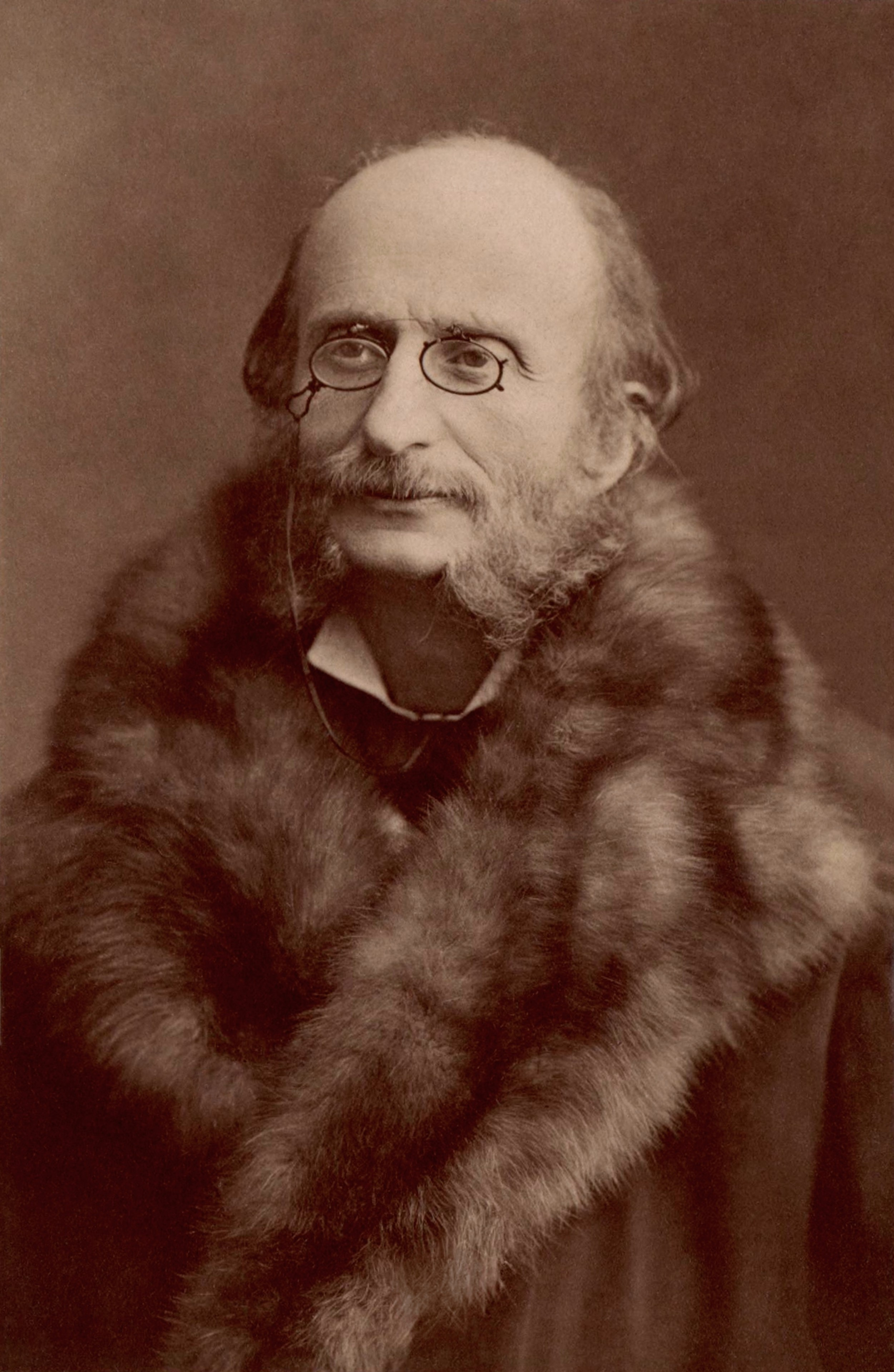
Jacques Offenbach

La Périchole är en opéra bouffe i tre akter med musik av Jacques Offenbach och libretto av Henri Meilhac och Ludovic Halévy från 1868. Texten bygger på Prosper Mérimées enaktspjäs Le Carrosse du Saint-Sacrement från 1829, vilken hade nypremiär på Comédie-Française den 13 mars 1850. Offenbach kände förmodligen till stycket, då han vid den tiden var dirigent på teatern. Dramatikerna Emmanuel Théaulon och Desforges hade 1835 omarbetat Mérimées pjäs till en fars med titeln La Périchole och det är troligt att Offenbach även kände till denna.
Titelrollen i La Périchole är baserad på Micaela Villegas, en på 1800-talet omskriven peruansk sångerska och älskarinna till vicekungen av Peru, Manuel de Amat y Juniet. Handlingen rör sig kring två fattiga peruanska gatusångare som inte har råd att gifta sig, och en liderlig vicekung, Don Andrès de Ribeira, som önskar göra La Périchole till sin älskarinna.
Författaren Andrew Lamb kallar Offenbachs musik "mer charmig än satirisk" med boleros, seguidillor och galopper som exotisk bakgrund. Bland höjdpunkterna kan nämnas La Péricholes brevsång O mon cher amant; hennes aria Ah! quel dîner!; samt (till 1874 års version) hennes aria till Piquillo i akt III Tu n'es pas beau, tu n'es pas riche, Offenbachs sista stora sång skriven till Hortense Schneider.

## Historia
La Périchole hade premiär i en tvåaktsversion den 6 oktober på Théâtre des Variétés i Paris med Hortense Schneider i titelrollen och José Dupuis som Piquillo.  Treaktsversionen fick sin premiär på samma teater den 25 april 1874, åter med Schneider och Dupuis i rollerna. En nypremiär av den reviderade versionen ägde rum den 9 mars 1877 med Anna Judic i titelrollen, samt Dupuis och Dailly. Verket spelades inte i Paris förrän 1895 men har sedan dess uppförts regelbundet i Frankrike.
Utanför Frankrike uppfördes La Périchole först i Bryssel den 5 december 1868, därefter i New York på Pike's Opera House den 4 januari 1869, i Wien den 9 january 1869, i Stockholm (på Södra Teatern) den 6 februari 1869 och i London den 27 juni 1870 på Princess's Theatre; samt i Rio de Janeiro 1869 och i Buenos Aires 1870. Den spelades även på Grand Opera House i New York med början den 18 januari 1871. La Périchole hade stor del i utvecklingen av den engelska "komiska operan" då den 25 mars 1875 på Royalty Theatre i London uppfördes på engelska tillsammans med Charles Collettes fars Cryptoconchoidsyphonostomata och Gilbert och Sullivans Trial by Jury, varav den senare skrevs specifikt för att uppföras tillsammans med La Périchole.  Trial blev en stor succé och ledde fram till den kända serien av Savoy Operas.
Den 10 februari 1977 satte Stockholmsoperan upp La Périchole på Södra Teatern med Elisabeth Söderström i titelrollen och Hans Alfredson som vicekungen. Uppsättningen spelades 40 gånger fram till juni 1979.

## Personer
| Roller                                                      | Röststämma  | Premiärbesättning 6 oktober 1868, (Dirigent: Jacques Offenbach) | Reviderad version 25 april 1874, (Dirigent: Jacques Offenbach) | Svensk version 10 februari 1977, (Dirigent: Björn Hallman) |
| ----------------------------------------------------------- | ----------- | --------------------------------------------------------------- | -------------------------------------------------------------- | ---------------------------------------------------------- |
| La Périchole, en fattig gatusångerska                       | mezzosopran | Hortense Schneider                                              | Hortense Schneider                                             | Elisabeth Söderström                                       |
| Piquillo, en fattig gatusångare                             | tenor       | José Dupuis                                                     | José Dupuis                                                    | Jonny Blanc                                                |
| Don Andrès de Ribeira, Vicekung av Peru                     | baryton     | Pierre-Eugène Grenier                                           | Pierre-Eugène Grenier                                          | Hans Alfredson                                             |
| Don Miguel de Panatellas, Förste sängkammarherre            | tenor       | Christian                                                       | Baron                                                          | Sven Erik Vikström                                         |
| Don Pedro de Hinoyosa, Borgmästare i Lima                   | baryton     | Lecomte                                                         | Léonce                                                         | Curt Appelgren                                             |
| Guadalena, första kusin                                     | sopran      | Legrand                                                         | J Grandville                                                   | Birgit Nordin                                              |
| Berginella, andra kusin                                     | sopran      | Carlin                                                          | Lina Bell                                                      | Sylvia Lindenstrand                                        |
| Mastrilla, tredje kusin                                     | mezzosopran | C. Renault                                                      | Schweska                                                       | Ileana Peterson                                            |
| Marquis de Tarapote, Lordkansler                            | talroll     | Charles Blondelet                                               | Charles Blondelet                                              | Loa Falkman                                                |
| Manuelita, Hovdam                                           | sopran      | Julia H                                                         | Martin                                                         |                                                            |
| Ninetta, Hovdam                                             | sopran      | Bénard                                                          | Valpré                                                         |                                                            |
| Brambilla, Hovdam                                           | mezzosopran | Gravier                                                         | Lavigne                                                        |                                                            |
| Frasquinella, Hovdam                                        | mezzosopran | A Latour                                                        | Julia                                                          |                                                            |
| Förste notarie                                              | tenor       | Bordier                                                         | Bordier                                                        | Kåge Jehrlander                                            |
| Andre notarie                                               | tenor       | Horton                                                          | Monti                                                          | Loa Falkman                                                |
| Förste drinkare (1868)                                      | tenor       | Videix                                                          | –                                                              | -                                                          |
| Andre drinkare (1868)                                       | tenor       | Halserc                                                         | –                                                              | -                                                          |
| Två män (1868)                                              | –           | –                                                               | –                                                              | -                                                          |
| En kurtisan (1868)                                          | –           | –                                                               | –                                                              | -                                                          |
| En polisman (1868)                                          | –           | –                                                               | –                                                              | -                                                          |
| Le Marquis de Satarem, 'den gamle fången' (1874)            | talroll     | –                                                               | D Bac                                                          | Kåge Jehrlander                                            |
| Gaoler (1874)                                               | talroll     | –                                                               | Coste                                                          |                                                            |
| Kör: En folksamling, drinkare, showfolk; Hovfolk; soldater. |             |                                                                 |                                                                |                                                            |

## Handling

### Akt 1
På torget i Lima firar folket vicekungen Don Andrès födelsedag. Don Pedro, Greve Miguel de Panatellas och Don Andrès kommer in förklädda. Alla känner igen dem men låtsas som ingenting. De fattiga gatusångarna La Périchole och Piquillo försöker tigga ihop pengar så de kan gifta sig. De underhåller folkhopen med romantiska duetter, men några akrobater distraherar folket innan de kan samla in några pengar. Piquillo ger sig av för att söka lyckan på annat håll medan Périchole somnar för att döva hungern.
Vicekungen blir betagen av Périchole och erbjuder henne tjänsten som hovdam när hon vaknar. Trots att hon anar oråd går hon med på erbjudandet och skriver ett avskedsbrev till Piquillo. Då alla hovdamer måste vara gifta ger sig Don Pedro och Panatellas iväg att leta efter en make till Périchole. De finner Piquillo, som är i färd att hänga sig efter att ha läst Périchols brev. Efter mycken dryck går Piquillo motvilligt med på att gifta sig med vicekungens nya favorit, trots att han inte vet vem det är. Périchole har också bjudits på sprit av vicekungen ("Ah, quel diner"), men hon går med på bröllopet när hon ser Piquillo. Han känner inte igen den beslöjade bruden, men han går med på giftermålet efter att ha varnat henne att han är förälskad i en annan. De förs till vicekungens palats.

### Akt 2
Nästa morgon skvallrar fyra hovdamer med Marquis de Tarapote om vicekungens nya favorit. Piquillo anländer och förbluffas över att han är gift med en okänd kvinna. Han säger till dem att han älskar en annan. Han begär pengar så han kan leta efter Périchole, men de säger att han först måste presentera sin nya brud för vicekungen. När Périchole kommer in slänger Piquillo henne på golvet inför vicekungen. Don Andrès kastar honom i fängelset.

### Akt 3
Scen 1: Fängelsehålan
I den mörka och dystra hålan ramlar en gammal fånge in genom en lönndörr. Efter att ha grävt i väggen i sin cell i tolv år med sin lilla pennkniv har han äntligen lyckats, men hamnat i cellen bredvid. Han går tillbaka till sin cell när Don Pedro och Panatellas för in Piquillo. Piquillo sörjer både förlusten av sin älskade och friheten. Périchole kommer in och berättar för Piquillo att hon förblivit honom trogen och de förnyar sina löften. Périchole försöker muta vakten med juveler som hon fått av vicekungen, men vakten är den förklädde vicekungen. Han kallar på vakterna och de älskande kedjas fast. Men vicekungen hoppas fortfarande på att vinna Périchole och ber henne sjunga om hon ändrar sig. Den gamle fången kommer in genom lönndörren och befriar paret. Périchole sjunger och när vicekungen kommer in kedjar de tre fast honom och flyr.
Scen 2: Torget
De tre rymlingarna gömmer sig på krogen medan vicekungen och hans soldater letar efter dem. Périchole och Piquillo sjunger om nåd med en ballad som smickrar vicekungen. Han förlåter paret och tillåter att Périchole får behålla juvelerna. Den gamle fången visar sig vara den försvunne Marquis of Santarém. Vicekungen benådar honom (trots att ingen kan minnas vad han var anklagad för) hellre än skicka tillbaka honom till fängelset och förstöra fler murar.